# Oberpfälzer Volkskundemuseum

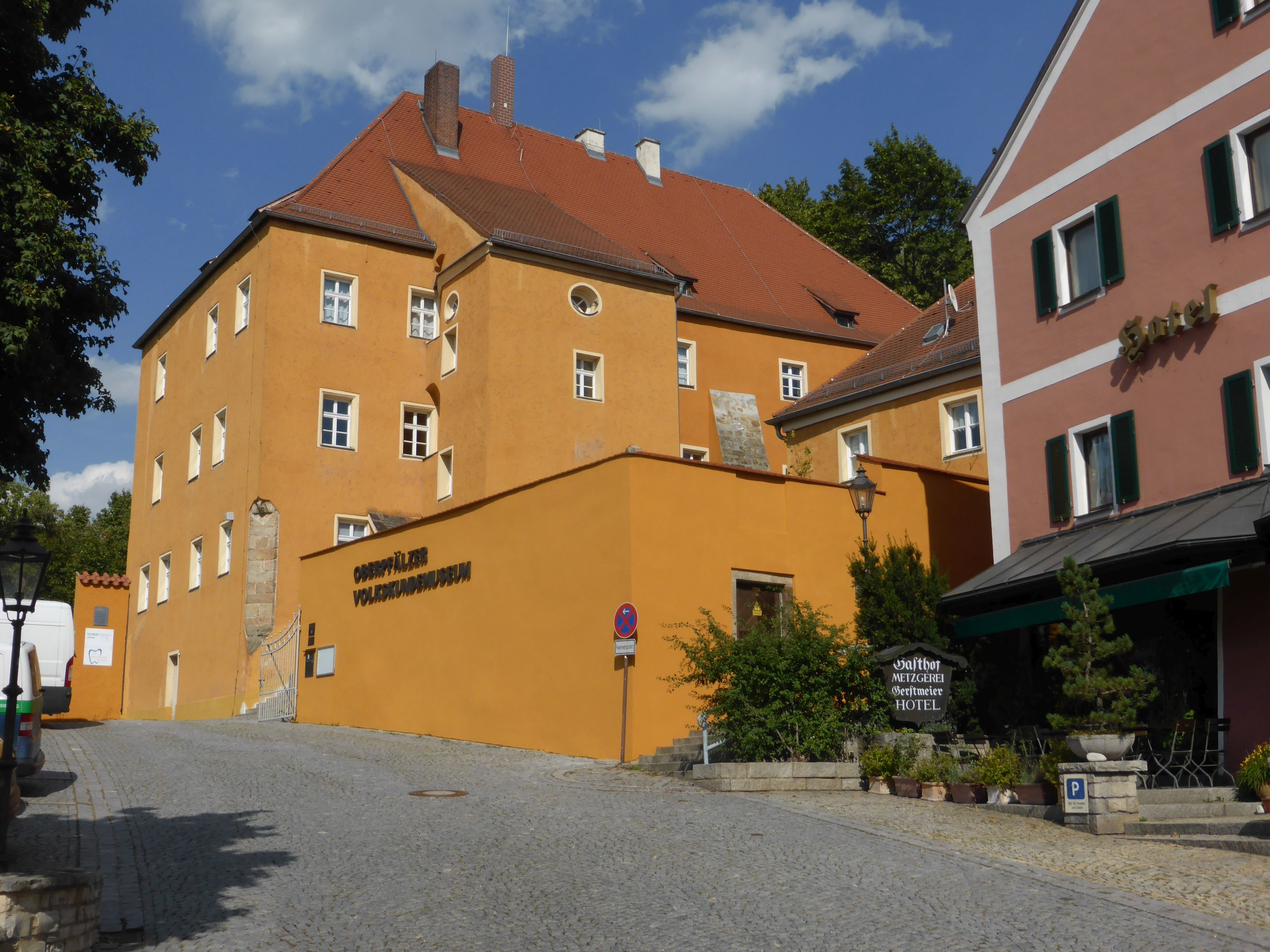
Oberpfälzer Volkskundemuseum

Das Oberpfälzer Volkskundemuseum befindet sich in der Stadt Burglengenfeld.

## Geschichte
Das Museum ist in dem denkmalgeschützten ehemaligen Pfleghaus, der sogenannten „Großen Kanzlei“ der Burg von Burglengenfeld, untergebracht. Das Gebäude ist ein viergeschossiger Walmdachbau aus der Mitte des 16. Jahrhunderts. Daran schließen zwei Nebengebäude an, das südöstlich gelegene ist ein dreigeschossiger und verputzter Satteldachbau, das südliche ist ein zweigeschossiger und verputzter Walmdachbau. Ein Treppenhausanbau mit einem Pultdach führt zu einer Vorhalle. Zu dem Ensemble gehört auch ein achteckiger und verputzter Pavillon; dieser Zeltdachbau besitzt im Kern einen mittelalterlichen Turmunterbau, ist aber im 19. Jahrhundert neu errichtet worden.
Das Pfleghaus ist unter dem Pfalzgrafen und Herzog Philipp von Pfalz-Neuburg ab Mitte der 1530er Jahre zu einem repräsentativen Verwaltungsbau ausgebaut worden. Zeitweise hielt hier der Pfalzgraf selbst Hof; hier tagte auch wöchentlich der Landrichter des seit 1472 so genannten „gewaltigen Landgerichts auf dem Nordgau“. Der Querbau der „Großen Kanzlei“ heißt heute noch „Philippstrakt“, er wurde bis in die 1980er Jahre als Registratur des Landratsamtes genutzt (heute Trakt für Sonderausstellungen). In diesem Flügel sind typische Architekturmerkmale des 16. Jahrhunderts zu finden, die aber vermutlich nicht auf den finanziell klammen Philipp zurückzuführen sind (zum Beispiel profilierte steinerne Türstöcke, ein rundbogiges, mit plastischen Blüten versehenes Türblatt, reliefierte Tauben und Engelsköpfe).

## Museumskonzept
Das seit 1987 öffentliche Museum steht unter der Trägerschaft der Stadt Burglengenfeld. Es wird geleitet von der Volkskundlerin Christina Scharinger und unterstützt von einem „Freundeskreis des Oberpfälzer Volkskundemuseums“.
In 36 Abteilungen werden Volkskultur und Lebensweise der oberpfälzischen Bevölkerung vom 18. bis zum 20. Jahrhundert dargestellt. Hinzu kommen vorgeschichtliche Exponate aus der Region. Im Erdgeschoss werden die Stadt- und Regionalgeschichte, zentriert um das Thema „Bäuerliche Arbeit und Wirtschaft“, dargestellt. Das erste Obergeschoss zeigt neben lokalen Wohnensembles die Arbeitsweisen und die Produkte des heimischen Handwerks. Der Arbeiter- und Industriekultur ist ein Sonderausstellungstrakt gewidmet. Im Obergeschoss sind Volksfrömmigkeit, Tracht, Volksmusik und Bräuche im Jahres- und Lebenslauf dargestellt.
Durch Sonderausstellungen (z. B. „Made in der Oberpfalz – Porzellan, Steingut und Emaille“, „Der Blick auf die Tracht – Kleidung als Zeichen“), Vorträge („Ein Jahr ohne Sommer – Das Hungerjahr 1816 in der Oberpfalz“) und zeitaktuelle Veranstaltungen (jährliche „Museums-Rallye“ für Kinder und Jugendliche, „Martinimarkt“, „Töpfern wie Asterix und Obelix – Keltische Gefäße“) wird an lebende Traditionen angeknüpft. Das museumspädagogische Konzept schließt wechselnde Stadtführungen („Mit dem Kasperl durch Burglengenfeld“, „Friedhofsführung“, „500 Jahre Reinheitsgebot“, „Gerichtswesen in alter Zeit“) mit ein. Ebenso werden in regelmäßig stattfindenden Kunstausstellungen regional ansässige Künstler (z. B. Hans Maierhofer, Paul Schinner, Ludwig Bäuml) präsentiert.